# Turbodmychadlo

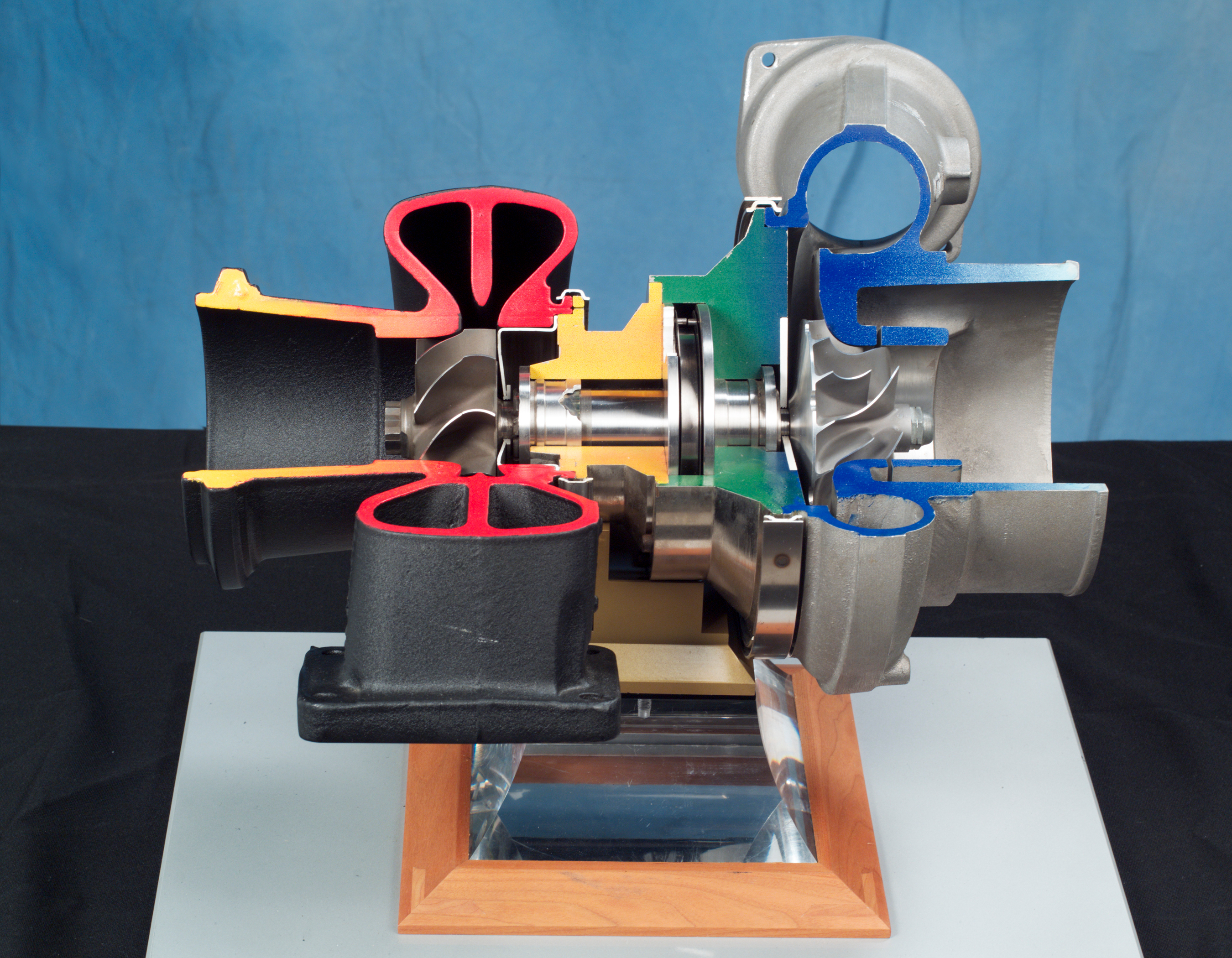
Turbodmychadlo v řezu. Červeně označená část vlevo je radiální plynová turbína, část vpravo je dmychadlo

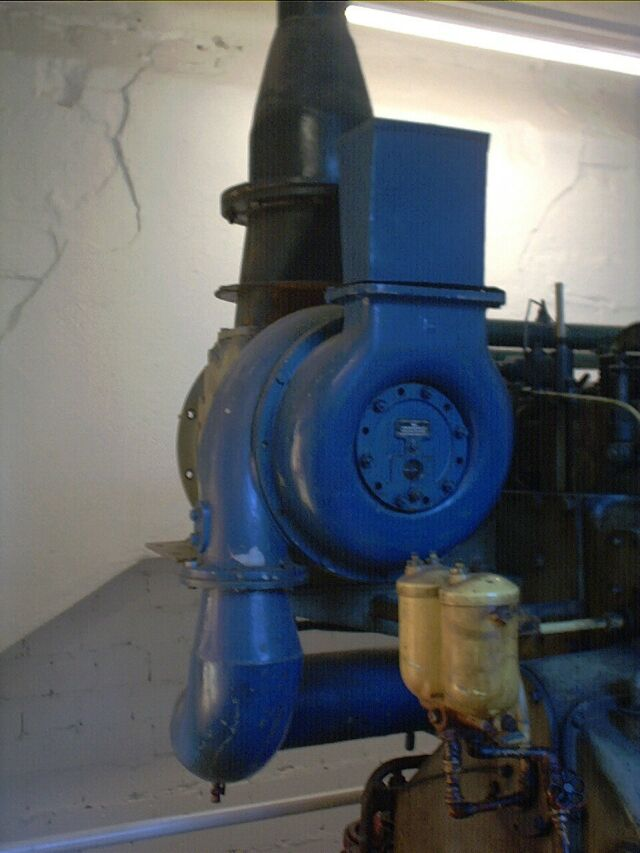
Turbodmychadlo na dieselovém motoru říční lodě (modrá: sání; černá: výfuk)

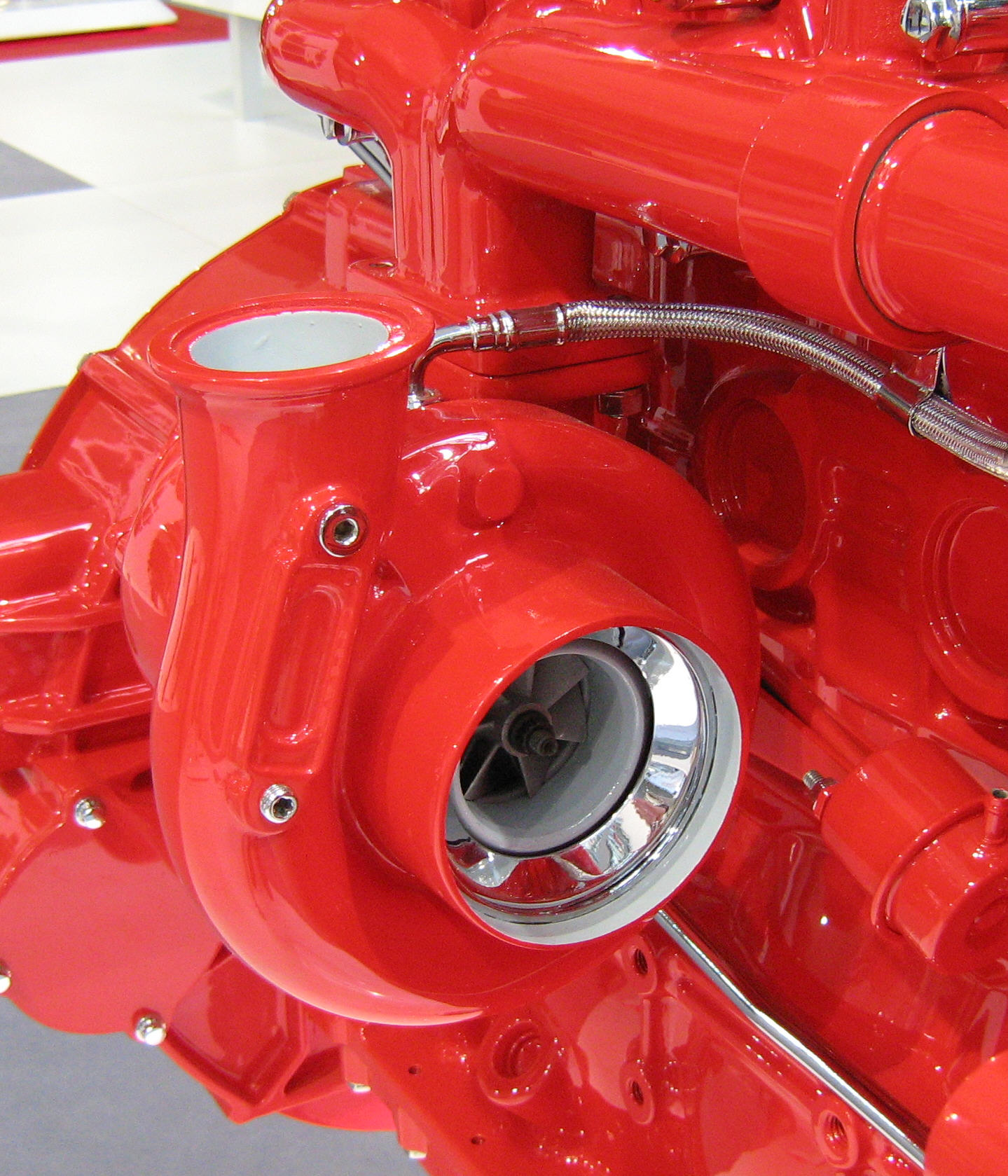
Turbodmychadlo na motoru náklaďáku

Turbodmychadlo obecně je druh turbokompresoru s kompresním poměrem do 2. Kompresní poměr je poměr tlaků na výstupu z dmychadla a na vstupu do něj. U pístových spalovacích motorů se výraz turbodmychadlo používá pro agregát, určený pro přeplňování motoru, tedy zvyšování tlaku v pracovním prostoru v průběhu sání. Agregát je složen z radiálního turbokompresoru a plynové radiální turbíny, která kompresor pohání na úkor zbytkové energie výfukových plynů. K velkému rozšíření zařízení došlo jeho použitím u spalovacích motorů pro zvýšení celkového výkonu motoru pomocí zvětšení množství vzduchu a paliva vstupujícího do pracovního prostoru. Hlavní výhodou turbodmychadel je významný nárůst výkonu motoru, spojený s pouze malým zvětšením hmotnosti. Turbodmychadlo totiž využívá jinak nevyužitou energii výfukových plynů a tím zvyšuje celkovou účinnost pohonné jednotky. Nevýhodou je u benzínových motorů nutnost použití nižšího kompresního poměru kvůli eliminaci samozážehu paliva. To nepříznivě ovlivňuje účinnost motoru v nízkých otáčkách, kdy turbodmychadlo nedodává potřebné množství vzduchu. Dieselové motory s turbodmychadlem tímto problémem netrpí – jsou principiálně založené na samovznícení paliva. Pro oba typy motorů ale turbodmychadlo představuje velkou výhodu ve větších nadmořských výškách, kde je nižší tlak vzduchu, což byl také hlavní důvod vývoje tohoto zařízení původně pro letecké motory (první hromadné nasazení se přisuzuje radiálnímu motoru Double Wasp pro bombardér B29). Kompresní poměr je u těchto zařízení obecně problém. S kompresním poměrem narůstá teplota vzduchu na výstupu z kompresoru. Vyšší teplota plynu snižuje jeho hustotu a proto je při vyšším kompresním poměru stlačený vzduch před vstupem do pracovního prostoru válce nutné ochladit v mezichladiči.

## Princip turbodmychadla
Turbodmychadlo je dmychadlo poháněné výfukovými plyny. Skládá se ze dvou hlavních částí – turbínové a dmychadlové. Dmychadlo stlačuje vzduch vstupující do motoru a výrazně tak zvyšuje jeho objemovou účinnost oproti klasickému nepřeplňovanému motoru. Turbína pohánějící dmychadlo je roztáčena výfukovými plyny vystupujícími z motoru a je zpravidla umístěna na stejné hřídeli.
Turbodmychadlo zvyšuje tlak vzduchu vstupujícího do motoru a tím i jeho hustotu. Je tedy možné do motoru pustit při stejných otáčkách a objemu válce více paliva při zachování stejného poměru směsi. Při jednom cyklu tedy dojde k reakci většího látkového množství plynů. To je hlavní příčinou výrazného nárůstu výkonu motoru při zachování zdvihového objemu a téměř i vnějších rozměrů, ovšem za cenu zvýšeného mechanického namáhání hlavních dílů.
Nárůst tlaku (angl. boost) se měří v pascalech, barech nebo PSI. Například při teoretické účinnosti 100 % a pouze isotermické kompresi by turbodmychadlo produkující nárůst tlaku 100 kPa (= 1 bar nebo 14,7 PSI) zdvojnásobilo výkon motoru. Vzduch v dmychadle se nejenom stlačuje, ale i ohřívá s následnou nutností chlazení což snižuje účinnost. Turbína ve výfukovém systému vlastně představuje překážku a kvůli vznikajícím zpětným tlakům je vlastní motor brzděn. Ani turbína nemá stoprocentní účinnost jak z principu, tak kvůli menšímu tlakovému spádu na turbíně způsobenému dalšími díly výfukového potrubí jako katalyzátor, lapač pevných částic a tlumič hluku. Turbodmychadla většinou dosahují maximální účinnosti kolem 80 %.[zdroj⁠?!]
Typické turbodmychadlo vzhledem ke své konstrukci začne zvyšovat tlak teprve od 2500 otáček motoru za minutu (1800 u turbodieselových motorů).[zdroj⁠?!] To je dáno výpočtovým bodem – na jedné hřídeli musí být zachována rovnost výkonu turbíny a příkonu dmychadla. Pokud napočítáme dmychadlo na maximální množství výfukových plynů, bude dávat nízký tlak v nízkých otáčkách; pokud chceme zvýšit moment motoru v nízkých otáčkách, vyjde nám vysoký tlak za dmychadlem v otáčkách vyšších. Řešením je naladění pro nízké otáčky a později snížení tlaku doplněním turbíny o obtokový ventil (WG, wastegate), ideálně s plynulou regulací nebo ještě lépe ale komplikovaněji aplikací variabilní geometrie turbíny (VGT).
Hlavní nevýhodou velkých plnicích tlaků je, že při stlačování vzduchu dochází k jeho zahřívání. Tento nárůst teploty palivové směsi je limitujícím faktorem u benzínových motorů, kde příliš vysoká teplota směsi způsobí její samovznícení ve válci ještě předtím, než má být správně zapálena jiskrou. Pro oba typy motorů znamená vyšší teplota směsi snížení účinnosti motoru, protože zahřátý vzduch má vyšší objem při stejném látkovém množství a daném výstupním tlaku z dmychadla. Do motoru s daným objemem se tak dostane fakticky menší množství (rozuměj molekulární množství) vzduchu s vyšší teplotou a motor by spaloval bohatší směs. Navíc teplota limituje samovznícení směsi. Tento problém se většinou řeší použitím mezichladiče stlačeného vzduchu, který teplotu opět sníží.

## Konstrukce
Dmychadlo se otáčí velmi rychle – 10 000 až 300 000 ot./min. v závislosti na velikosti, hmotnosti rotujících částí, nárůstu tlaku a konstrukci turbodmychadla. Tak vysoké otáčky by představovaly problém pro klasická kuličková ložiska, která by mohla explodovat. Proto se používají fluidní ložiska, ve kterých jsou pohybující se části odděleny a zároveň chlazeny tenkou vrstvou oleje. Olej se většinou bere z mazací soustavy motoru a musí být po průchodu turbodmychadlem chlazen olejovým chladičem.
Aby se zabránilo poškození turbodmychadla a motoru při uzavření škrticí klapky (např. při řazení u manuálních převodovek), kdy vzduch stlačený turbodmychadlem nemá kam proudit, jsou přeplňované motory vybaveny přepouštěcím ventilem.[zdroj⁠?!] Při zavření škrticí klapky za ní vznikne podtlak, který se využije k otevření přepouštěcího ventilu. Přebytečný vzduch se tak vyfoukne ven z motoru nebo zpět do sání. Při tom vzniká charakteristický zvuk.
Pro regulaci otáček turbodmychadla a tím i regulaci tlaku se používá systém wastegate, který přepouští nadbytečné výfukové plyny za turbínu turbodmychadla. Tato klapka (wastegate) je ovládaná buďto čistě mechanicky u starších systémů, anebo pokyny z řídící jednotky motoru, který tímto reguluje plnicí tlak turbodmychadla. Ten je zpětně kontrolován snímačem tlaku v sacím potrubí. Řídící jednotka si pro momentální režim motoru vypočítá nejvýhodnější hodnotu plnicího tlaku a porovnává ho se skutečnou naměřenou hodnotou. V případě neshody udělá korekci právě ventilem wastegate.

## Variabilní geometrie
Variabilní geometrie je technologie, kdy je možno měnit náklon lopatek turbodmychadla podle zatížení motoru. Důvodem je optimální poměr stran lopatek při nízkých otáčkách, který je velmi odlišný od toho ve vysokých otáčkách. Je-li poměr stran příliš velký, turbodmychadlo vytváří tlak při nízkých otáčkách, pokud je poměr stran příliš malý, turbodmychadlo vytváří tlak při vyšších otáčkách, což vede k vyšším tlakům ve výfukovém potrubí a vysokým čerpacím ztrátám, které nakonec snižují výkon. Změnou geometrie lopatek turbodmychadla motor zachovává optimální poměr stran lopatek a tím i tlak plnění. VGT nevyžaduje wastegate, proto bývá mnohem častější u vznětových motorů, protože tu panují nižší teploty výfukových plynů, to znamená, že jsou méně náchylné k poruchám.

## Víceturbodmychadlové systémy
Někteří výrobci používají namísto jednoho velkého turbodmychadla dvě menší, která nemají takový problém se setrvačností a roztáčením.
Existuje velká plejáda řazení turbodmychadel, z nichž každé má své výhody a nevýhody.
U motorů velkých zdvihových objemů lze často nalézt zapojení dvou shodných malých turbodmychadel (Twin-Turbo), kde jednotlivé skupiny válců mají vlastní turbodmychadlo. Toto řazení je poměrně časté u vidlicových V6 a V8 motorů, kde každá z řad vidlicového motoru má své turbodmychadlo namísto nutnosti svádět spaliny dlouhým výfukovým potrubím k jedinému velkému turbodmychadlu. Jelikož jednotlivá turbodmychadla spolu přímo nespolupracují, nejsou kromě regulace odpadních svodů nutné žádné dodatečné kontrolní ventily.
U vznětových motorů, kde vyšší pracovní účinnost roste s tlakem bez efektu předčasného vznícení paliva, obzvláště pak u malých zdvihových objemů, se užívají sériově řazená turbodmychadla, první obvykle s větším objemem ale nižším přetlakem při nízké rychlosti turbodmychadla než turbodmychadlo následné, do kterého již proudí stlačený vzduch z prvního, která společně při nízkých otáčkách sériově navyšují celkový přetlak u nízkého množství přiváděného vzduchu. Ve vysokých otáčkách, kdy motorem proudí velké množství vzduchu, byť s již nižším požadovaným přetlakem, kterýžto zvládne dodat první turbodmychadlo rotující vyšší optimální rychlostí, se druhé turbodmychadlo překlene obtokovými ventily (Volvo VEA D4 či D5). Teoreticky lze prvotně sériově turbodmychadla přeřadit do paralelní soustavy s nutností další komplexních úprav v podobě přepínacích ventilů a variabilní geometrie lopatek turbíny alespoň u jednoho z nich ku srovnání výstupní přetlaků ze dvou odlišných kompresorů (pouze experimentální testování).
V některých případech lze též zapojit dvě shodná turbodmychadla paralelně, což má za následek, že jedno turbodmychadlo dodává motoru stlačený vzduch v celém rozsahu otáček, a druhé paralelně řazené se přidává pouze pro doplnění objemu stlačeného vzduchu při vysokých otáčkách. Při nízkých otáčkách jsou kompresor i přívod na turbínu druhého turbodmychadla uzavřeny. Výhodou je nižší setrvačnost a tudíž rychlejší reakce turbodmychadel namísto jednoho velkého a částečné omezení nutnosti obtoku spalin tzv. wastegate. Nevýhodou je nutnost správného rozdělení toku spalin kontrolními klapkami, aby nedocházelo k možné vzájemné oscilaci přetlaku mezi turbodmychadly vedoucím ke stallu jednoho z nich.  
Variantou paralelního řazení je sekvenčně paralelní řazení, kde jsou paralelně zapojena dvě dynamicky odlišná turbodmychadla, přičemž první menšího objemu je užíváno v oblasti nízkých otáček a druhé přejímá funkci v oblasti vysokých otáček s nutností dvou přepouštěcích ventilů anebo dvou přepínacích ventilů. 

## Spolehlivost
Vzhledem k vysokým provozním otáčkám dosahovaných turbodmychadly v rozmezí 10 000 – 100 000 otáček za minutu nelze použít mechanických valivých ložisek. Namísto nich jsou užívána kluzná hydrodynamická kapalinová ložiska založená na tenkém filmu pod tlakem dodávané vazké kapaliny, tj. motorového oleje. Důležité pro správnou funkci hydrodynamického ložiska je přesně vyvážená rotující část bez deviačních momentů. Jelikož jsou obě části turbodmychadla vystaveny značně vysokým teplotám (spaliny mezi 800 nafta až 1000 °C benzín, stlačený vzduch do 200 °C), a to obzvláště při velkém výkonu motoru, je hřídel spojující obě části turbodmychadla taktéž vystavena vysokým teplotám. Tyto vysoké teploty však nesvědčí motorovému oleji, které, pokud je jim vystaven dlouhodobě, olej rozkládají, čímž ztrácí své vazké a další fyzikální vlastnosti. Proto se olej přes hřídel turbodmychadla nechává protékat, aby nedocházelo k dlouhému setrvání v turbodmychadle s následkem jeho přehřátí a ztráty požadovaných vlastností. Bohužel olej může protékat tak dlouho. dokud jeho proudění pohání olejová pumpa, což se děje v případě pokud motor běží, anebo se o to stará jiné pomocné zařízení při vypnutém motoru. Pokud dojde k přerušení protékání záhy po dlouhé periodě s vysokým výkonem, turbodmychadlo včetně hřídele má velmi vysokou teplotu, která může rychle rozložit nepohyblivý olej v okolí hřídele. Olej tímto ztratí své vlastnosti a není schopen mazat v prvních okamžicích po startu motoru hřídel turbodmychadla. Tím dojde k jejímu suchému tření o vnitřní plochy hydrodynamického ložiska s možností abraze obou části. I minimální abraze může mít velmi negativní dopad na vyvážení velmi rychle rotujícího elementu dmychadla, čímž se jednak poškodí plochy ložiska a dále se mohou vytvořit deviační momenty, které dále snižují funkčnost zmíněného hydrodynamického kapalinového ložiska a mohou dále poškozovat ložisko.
Tudíž, dokud je olej protékající turbodmychadlem čistý a čerstvý pro plnění své funkce a turbodmychadlo není vystavováno vysokým teplotám, dokáže být turbodmychadlo velice spolehlivé, ale správným zacházením lze jeho spolehlivost prodloužit i při obtížnějších provozních podmínkách. Po jízdě na vysoký výkon se doporučuje motor vybavený turbodmychadlem před vypnutím nechat běžet ještě několik málo minut (zhruba 2 minuty) na volnoběh s nízkými otáčkami, při němž nejsou spaliny příliš horké a v nevelkém množství, čímž se umožní zchlazení turbodmychadla. Pokud se tak nestane a motor se, obzvlášť po dlouhé jízdě s vysokým výkonem, zastaví, olej přestane cirkulovat a zůstane nehybně v přehřátém turbodmychadle, kde může dojít k jeho degradaci přehřátím. Vedle ztráty vazkých vlastností nutných k mazaní, může přepálený degradovaný olej navíc ucpat přívody jak v motoru tak i turbodmychadle a tím způsobit poškození turbodmychadla. Taktéž může docházet k deformacím lopatek nedochlazeného dmychadla díky velkým teplotním rozdílům způsobujícím teplotní napětí v materiálu lopatek, či zablokování pohybového ústrojí turbodmychadla s proměnlivou geometrií lopatek.

## Prodleva
Prodlevu turbodmychadla cítí řidič jako prodlevu mezi okamžikem, kdy sešlápne plynový pedál, a okamžikem, kdy pocítí zátah motoru způsobený turbodmychadlem. To je způsobeno dobou, kterou potřebují plyny ve výfukovém systému k dosažení vyššího průtoku pro dodání energie turbíně, a také rotační setrvačností turbíny. Mechanicky poháněný kompresor tímto problémem netrpí, poněvadž je jeho rychlost přímo úměrná rychlosti motoru a tudíž vždy dodává adekvátní množství stlačeného vzduchu do sání motoru. Tento neblahý efekt se nazývá turboefekt čí turbodíra, a vyskytuje se pouze u spalovacích motorů přeplňovaných turbodmychadlem v rychlých přechodech z nízkých otáček do otáček vysokých.
Prodlevu je možné snížit různými způsoby. Jedním z nich je snížení rotační setrvačnosti turbíny, například použitím lehčích částí nebo zmenšením jejího průměru (a korespondujícím zvětšením délky). Některé závodní okruhové vozy také využívají systém, který zabraňuje snížení otáček turbodmychadla po ubrání plynu například při průjezdu zatáček, čímž se zabraňuje vzniku turboefektu. Funguje tak, že po ubrání plynu dojde ke vstříknutí paliva před turbodmychadlo do výfuku, kde se vznítí a zvýší objem spalin, které turbínu roztočí. Navenek se to projevuje typickými plameny z výfuku. U velkých pomalu běžících turbodmychadel, jako mají např. velké lodní motory, se používají namísto fluidních ložisek precizní kuličková ložiska, která snižují tření. Někteří výrobci používají namísto jednoho velkého turbodmychadla dvě menší, která nemají takový problém se setrvačností a s roztáčením. Jedno se používá pro celý rozsah otáček a druhé se k němu přidá ve vyšších otáčkách.  Turbodmychadla také mohou být rozdělena tak, aby každé z nich dodávalo vzduch pro polovinu válců, tak jako např. u motoru Volvo 2.8 T6, nebo třeba Maseratti Biturbo. Další možné rozdělení spočívá v systému dvou turbodmychadel, kdy každé je umístěno za jednou řadou válců a využívá výfukových plynů této řady válců (u vidlicových motorů), ale stlačený vzduch je spojen např. v mezichladiči, odkud již jde jednou společnou trubkou do škrtící klapky, jako je tomu například u vozu Renault Safrane Biturbo. U některých benzinových motorů jsou využívány výhody mechanického kompresoru a turbodmychadla zároveň. Malý kompresor pracuje pouze v nižších otáčkách, aby nedocházelo k prodlevě, poté práci plynule převezme turbodmychadlo. Tento systém využívají například motory TSI koncernu VW.